# On Air (Alan Parsons)
On Air è il secondo album in studio da solista di Alan Parsons, pubblicato il 4 settembre 1996 dalla River North Records negli USA e dalla CNR Music in Europa.

## Descrizione

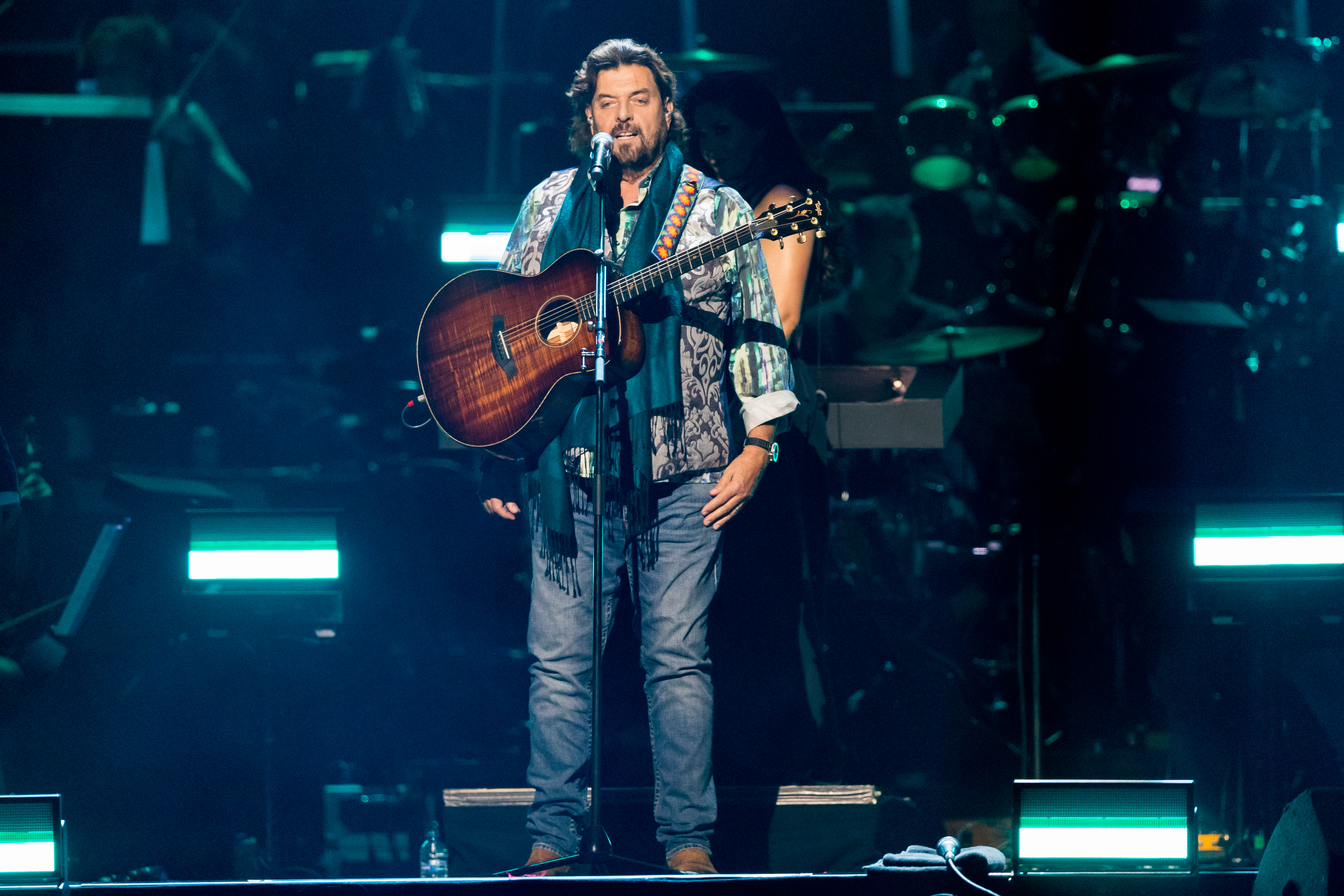
Alan Parsons in concerto nel 2019.

Dopo lo scioglimento del The Alan Parsons Project nel 1990, e la pubblicazione del primo album da solista nel 1993, nel 1996 Parsons pubblica On Air con il ritorno al concept album. Appena pubblicato l'album Parsons comincia un lunghissimo tour, dal nome "On Air World Tour", che durerà fino al 1998.

### Registrazione
Alan Parsons registra On Air dal dicembre 1995 al giugno 1996 presso il Parsonics, lo studio di registrazione inaugurato nel 1992 nella sua abitazione, nel Sussex in Inghilterra.

### Concept
On Air viene concepito, come nello stile del The Alan Parsons Project, come un concept album con le tracce che hanno un filo conduttore tra di loro. Infatti tutti i brani di On Air sono ispirati all'epopea del volo, ai fratelli Montgolfier, al mito di Icaro, ai lavori di Leonardo da Vinci e al futuro che verrà con la fantastica previsione della colonizzazione di altre galassie e di mondi lontani.

### Formazione
Alan Parsons convoca dei partecipanti all'album precedente, Try Anything Once, Ian Bairnson alle chitarre, Stuart Elliott alla batteria, Andrew Powell alla direzione dell'orchestra e Richard Cottle alle tastiere e sassofono. Fanno la loro prima apparizione John Giblin al basso e Gary Sanctuary alle tastiere. Per quanto riguarda i cantanti viene confermato Eric Stewart, che canta tre brani, e vi è il ritorno di Graham Dye che aveva cantato in Freudiana del 1990. Come new entry Neil Lockwood, che canta tre brani, Steve Overland e la guest star Christopher Cross.

## Copertina e grafica
Il design dell'album è a cura di Storm Thorgerson, che aveva già curato per Parsons l'album precedente Try Anything Once e quasi tutte le copertine del The Alan Parsons Project.

## Tracce[1]
Edizioni musicali BMG.
1. Blue Blue Sky – 0:46 (Ian Bairnson) – Voce: Eric Stewart • Chitarra acustica: Ian Bairnson
2. Too Close To The Sun – 5:12 (Alan Parsons, Ian Bairnson, Stuart Elliott) – Voce: Neil Lockwood • Chitarre: Ian Bairnson • Batteria: Stuart Elliott • Basso: John Giblin • Tastiere: Gary Sanctuary, Richard Cottle ed Alan Parsons • Sassofono: Richard Cottle
3. Blown By The Wind – 5:22 (Ian Bairnson) – Voce: Eric Stewart • Chitarre: Ian Bairnson • Batteria: Stuart Elliott • Basso: John Giblin • Tastiere: Gary Sanctuary
4. Cloudbreak (Strumentale) – 4:41 (Ian Bairnson, Alan Parsons, Stuart Elliott) – Chitarre, sintetizzatore e basso: Ian Bairnson • Batteria: Stuart Elliott • Tastiere: Alan Parsons e Gary Sanctuary
5. I Can't Look Down – 4:32 (Ian Bairnson) – Voce: Neil Lockwood • Chitarre: Ian Bairnson • Batteria: Stuart Elliott • Basso: John Giblin • Tastiere: Gary Sanctuary e Richard Cottle
6. Brother Up In Heaven – 3:57 (Ian Bairnson) – Voce: Neil Lockwood • Chitarra acustica e basso: Ian Bairnson • Batteria: Stuart Elliott • Pianoforte: Gary Sanctuary • The Philharmonia Orchestra: diretta da Andrew Powell
7. Fall Free – 4:20 (Ian Bairnson, Stuart Elliott, Alan Parsons) – Voce: Steve Overland • Chitarre: Ian Bairnson • Batteria: Stuart Elliott • Basso: John Giblin • Tastiere: Gary Sanctuary e Richard Cottle • Cori: Peter Beckett
8. Apollo (Strumentale) – 6:05 (Stuart Elliott, Alan Parsons, Ian Bairnson) – Voce: John F. Kennedy • Chitarre: Ian Bairnson • Programmazione della batteria: Stuart Elliott • Tastiere: Gary Sanctuary, Richard Cottle, Stuart Elliott ed Alan Parsons
9. So Far Away – 4:05 (Ian Bairnson) – Voce: Christopher Cross • Chitarre: Ian Bairnson • Batteria: Stuart Elliott • Basso: John Giblin • Tastiere: Gary Sanctuary
10. One Day To Fly – 6:13 (Stuart Elliott, Scott English) – Voce: Graham Dye • Chitarre: Ian Bairnson • Batteria: Stuart Elliott • Basso: John Giblin • Tastiere e pianoforte: Gary Sanctuary • The Philharmonia Orchestra: diretta da Andrew Powell
11. Blue Blue Sky – 4:23 (Ian Bairnson) – Voce: Eric Stewart • Chitarra acustica: Ian Bairnson • Bonghi: Stuart Elliott • The Philharmonia Orchestra: diretta da Andrew Powell

Durata totale: 49:36

## Analisi

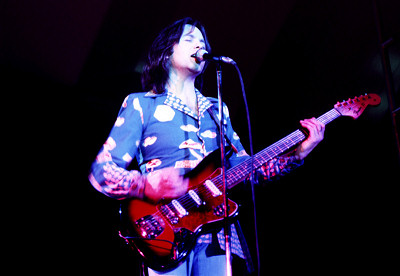
Eric Stewart nel 1976. in On Air canta nei brani Blue Blue Sky e Blown By The Wind

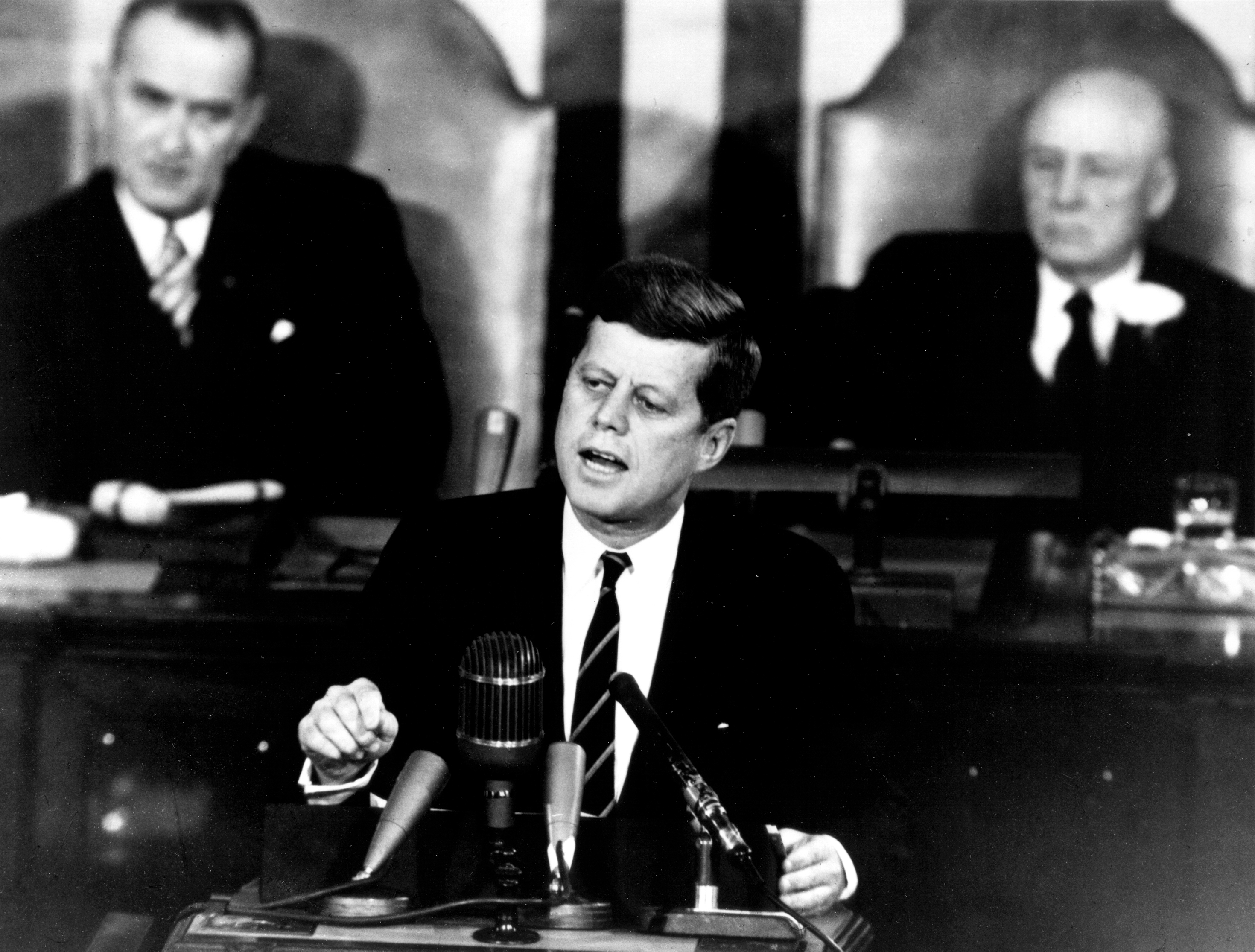
John F. Kennedy annuncia al Congresso il programma spaziale.

Blue Blue SkyLa voce di Eric Stewart e la chitarra acustica di Bairnson aprono l'album con una breve ballata che appena il cantato termina lascia il posto al passaggio a bassa quota di un jet alla massima velocità.
Too Close To The SunIl brano è ispirato al mito di Icaro. Cantato da Neil Lockwood è un brano piacevole e rilassante che dopo due minuti lascia il posto ad un minuto strumentale con le tastiere suonate da Parsons che ricordano all'ascoltatore cosa sta ascoltando. Eccellente anche l'assolo al sax di Cottle.
Blown By The WindÈ una ballata cantata da Eric Stewart. Gli assoli di Bairnson sono ipnotici e nello stile di David Gilmour.
CloudbreakPer questo brano strumentale viene realizzato un video con immagini di evoluzioni aeree di svariati modelli di aeroplani appartenenti a diverse epoche storiche. Questo video viene inserito nel CD-ROM dell'album. Il brano viene pubblicato anche come singolo ed in versione videoclip. Le tastiere di Parsons, guidate da Bairnson che suona sia le chitarre che il basso che i sintetizzatori accompagnano l'ascoltatore attraverso assoli di chitarra ed effetti acustici che ricreano un'atmosfera di volo sopra le nuvole.
I Can't Look DownCantata da Neil Lockwood è costellata da arrangiamenti di chitarra molto eleganti.
Brother Up In HeavenBrano dedicato al ricordo di Erik Mounsey (1965-1994), cugino di Ian Bairnson, elicotterista, ucciso da fuoco amico mentre partecipava ad una missione di pace in Iraq. Il brano viene pubblicato anche come singolo ed in versione videoclip.
Fall FreeCantata da Steve Overland è ispirata al campione del mondo di skysurfer Rob Harris (1966-1995), morto il 14 dicembre del 1995 durante le riprese di uno spot pubblicitario per la soda Mountain Dew. Il brano viene pubblicato anche come singolo ed in versione videoclip. Notevole la linea di basso di John Giblin.
Apollo
È una strumentale ispirata all'epopea della conquista della Luna. Parsons inserisce nel brano la voce di John F. Kennedy presa dal famoso discorso, del 25 maggio 1961, in cui annunciò la corsa alla Luna e lo sbarco di un astronauta americano entro la fine del decennio. Nella ritmica iniziale ricorda la strumentale Lucifer, dell'album Eve del 1979, realizzata da Parsons assieme ad Eric Woolfson con il The Alan Parsons Project.

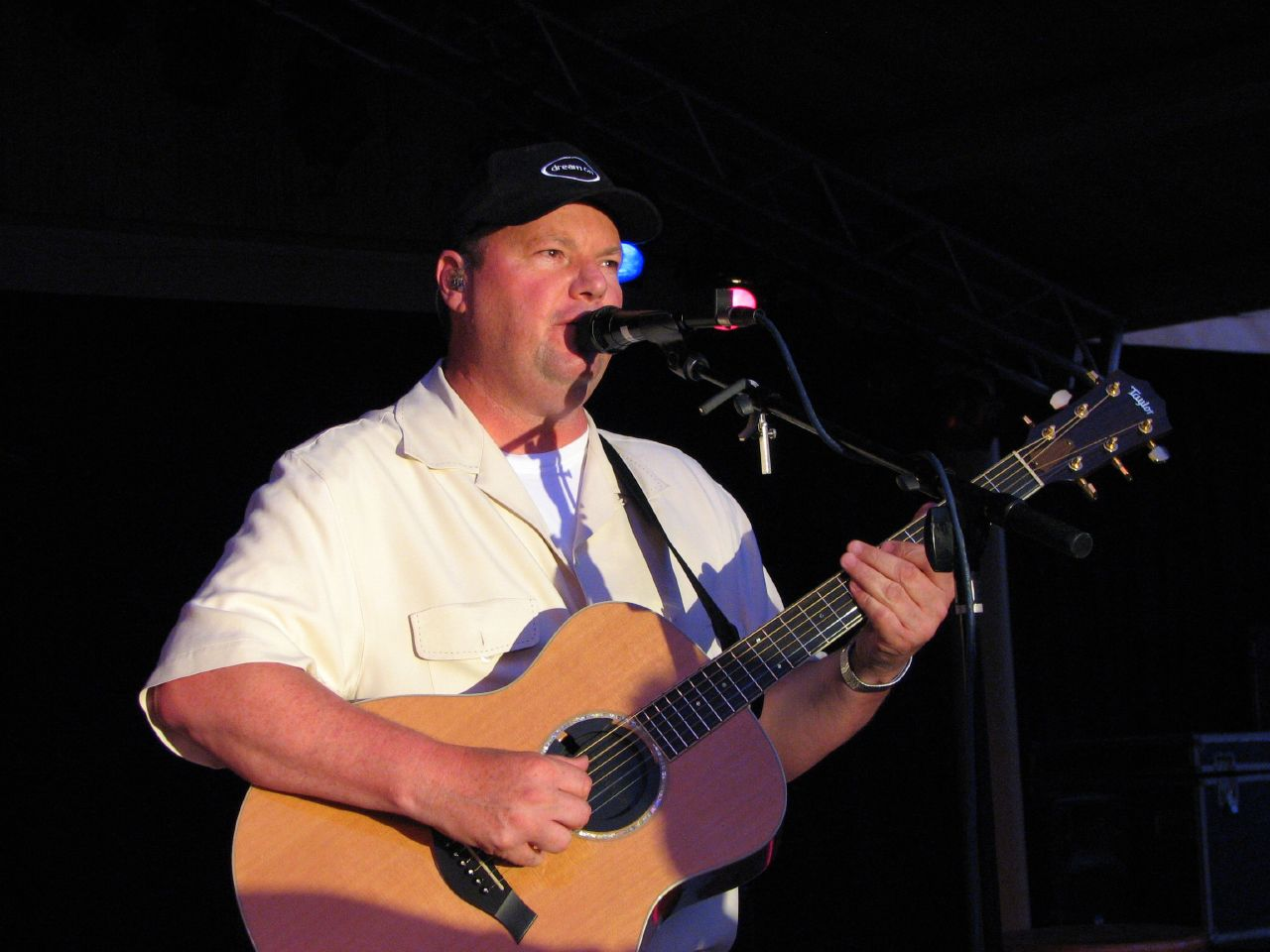
Christopher Cross, voce nel brano So Far Away.

(25 maggio 1961, John F. Kennedy (1917-1963))
So Far AwayVoce del brano è la guest star Christopher Cross che ricevuta la cassetta DAT da Parsons con la riproduzione stereo della canzone, vi aveva registrato la sua voce con l'aiuto del suo tecnico del suono. Spedita la cassetta DAT a Parsons questi l'ha risincronizzata nel suo studio il Parsonics. Il brano è molto gradevole.
One Day To FlyIl brano, cantato da Graham Dye, è ispirato a Leonardo Da Vinci.
Blue Blue Sky IILa voce di Eric Stewart e la chitarra acustica di Bairnson tornano per chiudere l'album così come è iniziato. Il brano è la versione estesa dell'assaggio avuto con Blu Blu Sky. Dopo due minuti il brano diviene strumentale con un delicatissimo crescendo costante che trasmette con efficacia il sogno umano senza tempo di volare.

## Formazione

### Leader
- Alan Parsons - tastiere (traccia 2,4,8), autore testi e musiche (traccia 2,4,7,8), ingegnere del suono, produttore

### Session Man
Cantanti
- Eric Stewart - voce (traccia 1,3,11)
- Neil Lockwood - voce (traccia 2,5,6)
- Steve Overland - voce (traccia 7)
- Christopher Cross - voce (traccia 9)
- Graham Dye - voce (traccia 10)
- Peter Beckett - cori (traccia 7)

Musicisti

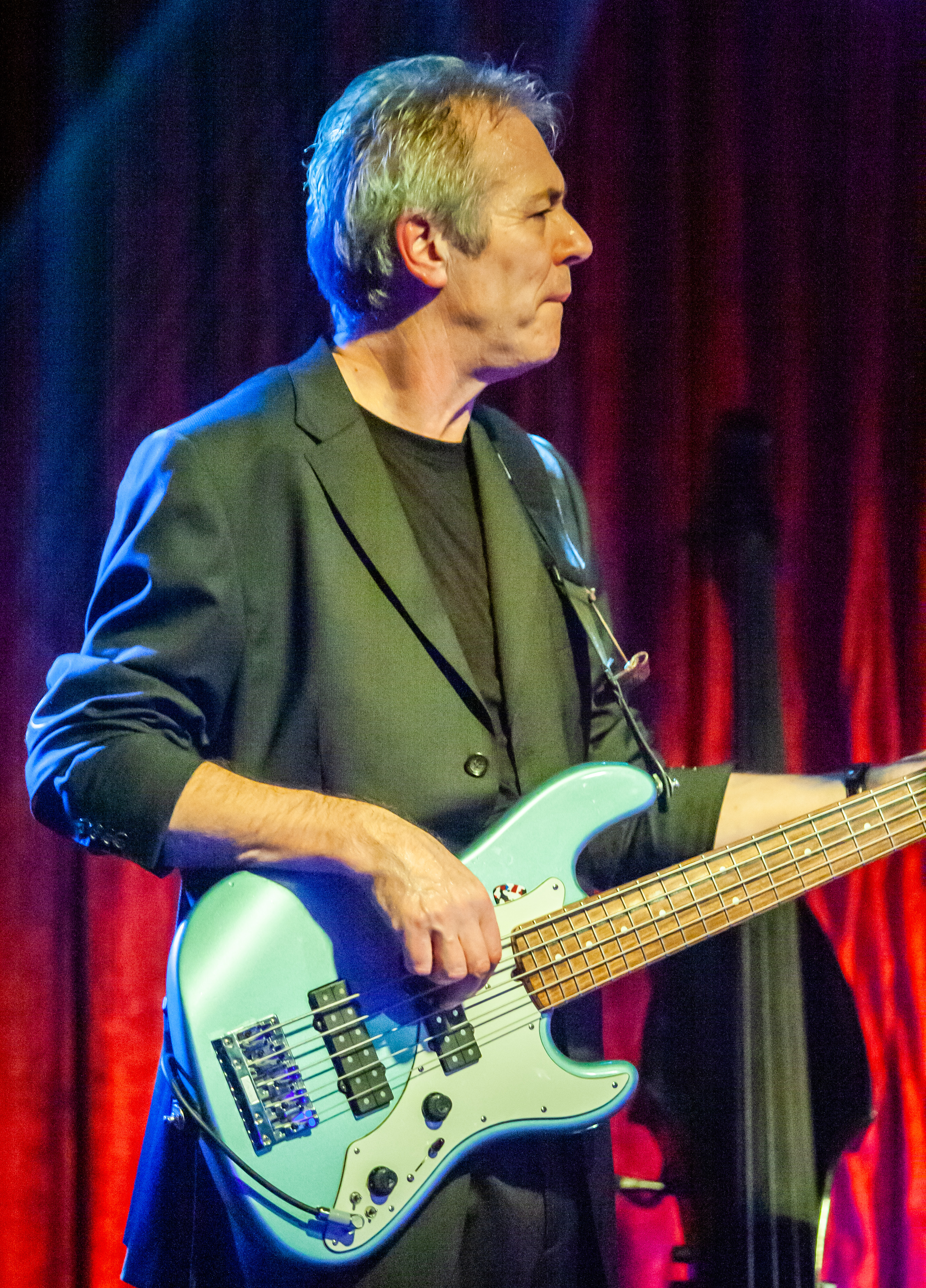
John Giblin nel 2007. Bassista nell'album On Air.

- Ian Bairnson - chitarre (traccia 2,3,4,5,7,8,9,10), chitarra acustica (traccia 1,6,11), basso (traccia 4,6), sintetizzatore (traccia 4), autore testi e musiche (traccia 1,2,3,4,5,6,7,8,9,11)
- Stuart Elliott – batteria (traccia 2,3,4,5,6,7,9,10), programmazione della batteria (traccia 8), bonghi (traccia 11), tastiere (traccia 8), autore testi e musiche (traccia 2,4,7,8,10)
- John Giblin - basso (traccia 2,3,5,7,9,10)
- Gary Sanctuary - tastiere (traccia 2,3,4,5,7,8,9,10), pianoforte (traccia 6,10)
- Richard Cottle - tastiere (traccia 2,5,7,8), sassofono (traccia 2)
- Scott English - autore testi e musiche (traccia 10)

Orchestra
- The Philharmonia Orchestra - Registrata agli Abbey Road Studios di Londra (traccia 6,10,11).
- Andrew Powell - direttore d'orchestra ed arrangiamento (traccia 6,10,11)
- Christopher Warren-Green - primo violino (traccia 6)

Narratore
- John F. Kennedy - voce registrata (traccia 8)

## Masterizzazione

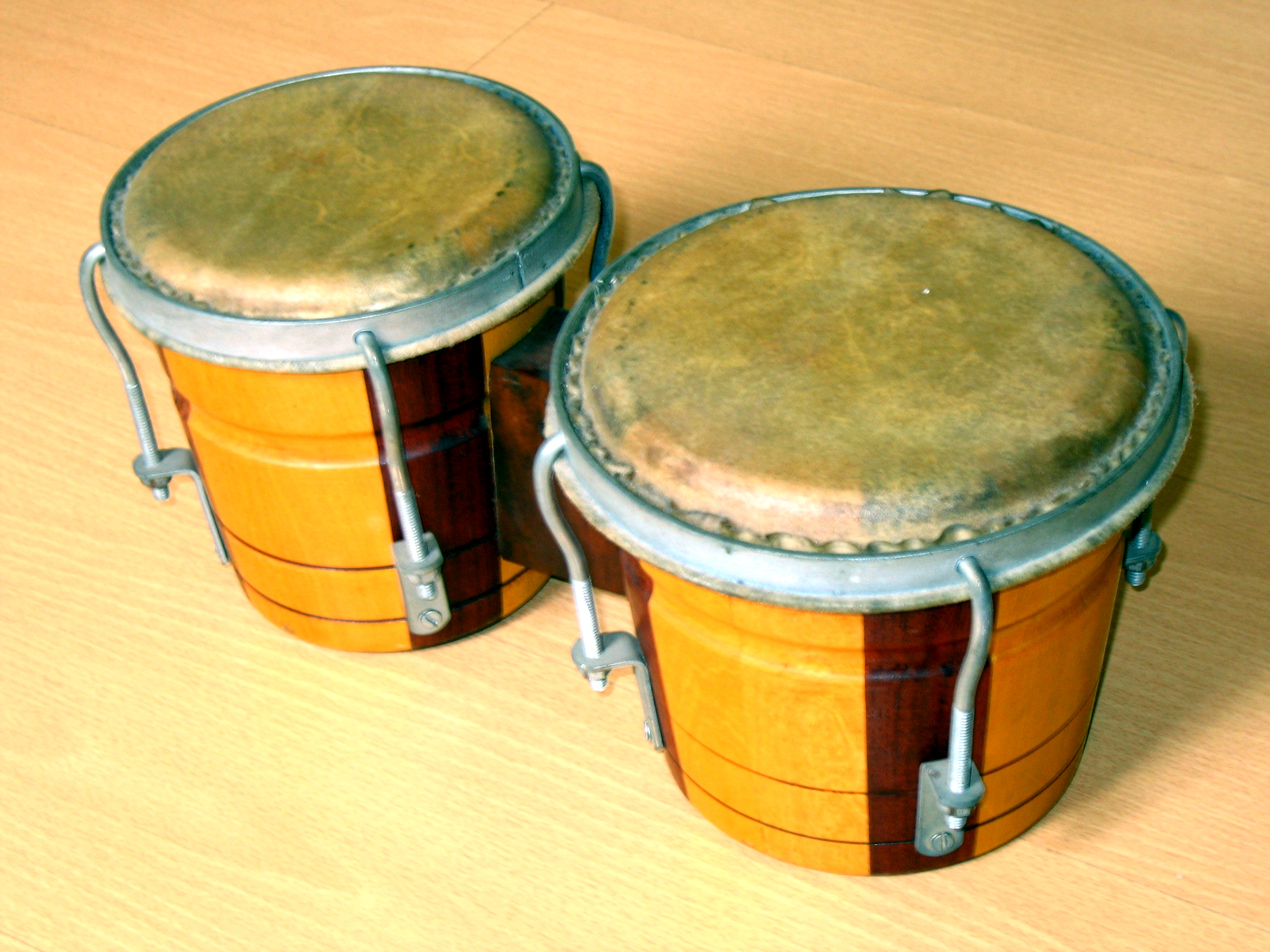
Coppia di bonghi, Stuart Elliott li suona nel brano Blu Blu Sky di chiusura album.

Masterizzazione a cura della Sonopress.

## Videoclip
Brother Up In Heavenpubblicato in concomitanza con l'uscita dell'album nel settembre 1996
Fall Freepubblicato in concomitanza con l'uscita dell'album nel settembre 1996. Nella raccolta The Best Of del 2005 viene inserita una versione più completa con immagini dell'Alan Parsons Live Project

## Classifiche
| Nazione     | Miglior posizione in classifica | Settimane di permanenza |
| ----------- | ------------------------------- | ----------------------- |
| Paesi Bassi | 22º                             | 12                      |
| Svezia      | 54º                             | 1                       |
| Germania    | 61º                             | 7                       |